# Castello di Signa

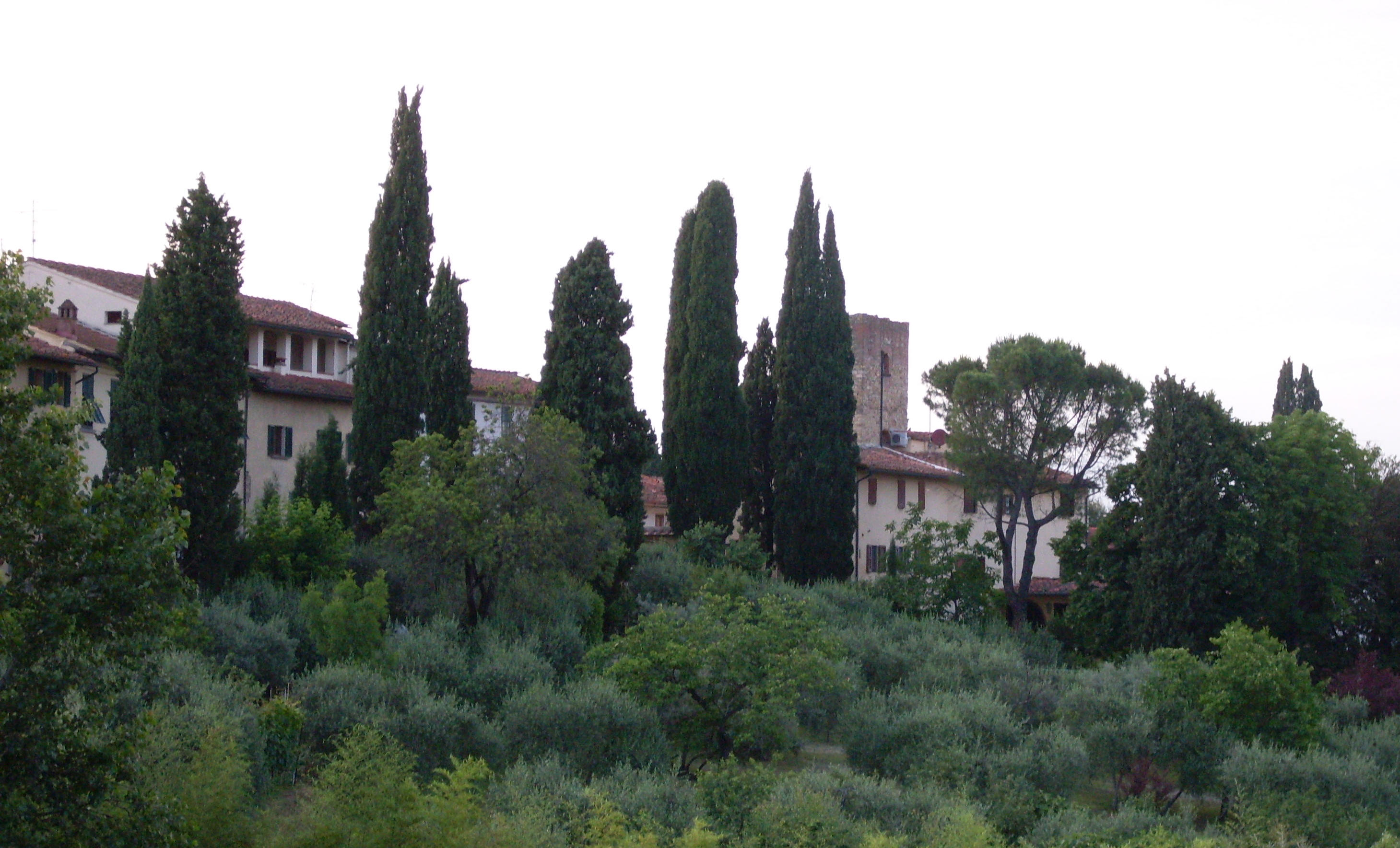
Il Torrino

Il castello di Signa è un castello che si trova a Signa nella provincia di Firenze.

## Storia
Il castello venne iniziato a costruire prima dell'anno Mille; è situato nella parte più alta del paese, sulla rive destra del fiume Arno e vicino alla confluenza col fiume Ombrone, in una zona di grande importanza strategica come avamposto delle truppe fiorentine del Quattrocento. Nonostante i mutamenti avvenuti nei secoli, consisteva in una cerchia di mura abbastanza schematica e ovoidale, costruita circa nel IX secolo per difendersi dai saccheggi dei predoni barbari, ed in particolare, di quello avvenuto nell'825 quando alcuni vascelli vichinghi risalirono l'Arno per depredare il palazzo del vescovo di Fiesole.
L'edificazione della cinta attuale risale al XIV secolo e nel 1424 vennero ristrutturate dai Fiorentini con l'ausilio del grande architetto Filippo Brunelleschi, nel quadro della fortificazione degli avamposti sull'Arno in difesa contro Pisa.
Le mura sono in parte distrutte e rimangono visibili solo in alcune zone del paese come nel convento delle suore passioniste mentre sono rimaste intatte quattro alte torri (tra cui il Torrino e la Torre di Settentrione).
Il castello disponeva originariamente di tre porte, situate in punti strategici per la sicurezza del paese: 
- la porta di San Miniato, l'unica ancora esistente, nella zona a Sud-Ovest e tutt'oggi ornata dagli stemmi del Comune di Firenze, della casa d'Angiò e della parte Guelfa;
- la porta di via Dante Alighieri nella parte a Nord-Est di cui, nonostante sia stata distrutta, è possibile vedere alcuni resti;
- la porta di via dell'Orologio, destinata a mettere in comunicazione il Castello con il ponte sull'Arno[1].